# Ryōko Tani
Ryōko Tani (japonès: 谷亮子)  (Fukuoka, 6 de setembre de 1975), nascuda com a Ryōko Tamura és una política i judoka japonesa, ja retirada, guanyadora de cinc medalles olímpiques. Està casada amb el també judoka i medallista olímpica Yoshitomo Tani, del qual adoptà el cognom. El 2010 va ser escollida a la Cambra dels Consellers, la cambra alta del parlament japonès.

## Vida personal
Amb set anys es va iniciar en el judo. Va estudiar literatura a la Universitat de Teikyo i el 1998 entrà a treballar a Toyota. El 2003 es va casar amb Yoshitomo Tani, un jugador de beisbol professional i doble medallista olímpic. La parella té dos fills, nascuts els anys 2005 i 2009.

## Carrera esportiva
Amb una alçada d'1,46 metres, va lluitar tota la seva carrera esportiva dins la categoria del pes extra lleuger (48 kg) i, a diferència de molts dels seus oponents, mai va haver de reduir pes abans d'una competició.
El seu primer títol important va ser al Campionat Internacional de Judo femení de Fukuoka de 1990, un torneig que va guanyar 13 anys seguits.
Va participar, als 16 anys, en els Jocs Olímpics d'Estiu de 1992 celebrats a Barcelona (Catalunya), on va aconseguir guanyar la medalla de plata en la prova femenina de pes extra lleuger (-48 kg.), un metall que revalidà en els Jocs Olímpics d'Estiu de 1996 realitzats a Atlanta (Estats Units) al perdre la final davant la nord-coreana Kye Sun-Hui. En els Jocs Olímpics d'Estiu de 2000 realitzats a Sydney (Austràlia) aconseguí guanyar la medalla d'or en aquesta mateixa prova, un metall que revalidà en els Jocs Olímpics d'Estiu de 2004 realitzats a Atenes (Grècia). En els Jocs Olímpics d'Estiu de 2008 realitzats a Pequín (RP Xina) aconseguí guanyar la medalla de bronze, sent aquesta la seva cinquena medalla en els cinc Jocs Olímpics disputats.
Al llarg de la seva carrera ha guanyat vuit medalles en el Campionat del Món de judo, set d'elles d'or; una medalla d'or en els Jocs Asiàtics i una medalla de bronze en el Campionat d'Àsia.
Entre el 1996 i el 2008 es va mantenir imbatuda. Es va retirar de la competició l'any 2010. En 20 anys de carrera sols va ser derrotada 5 vegades. El 2011 la Federació Internacional de Judo la va nomenar "millor judoka femenina de sempre".
A Tani se li atribueix l'auge del judo femení que va tenir el Japó durant la dècada de 1990, que va provocar l'ascens d'una nova generació de competidores. Com que no va deixar que el seu matrimoni posés fi a la seva carrera esportiva i va guanyar el seu últim títol mundial quan era una mare jove, també se la considera un símbol del paper canviant de la dona en la societat japonesa.

## Carrera política
El 2010 s'involucrà en la política de mà d'Ichiro Ozawa i el Partit Democràtic, quan representà el partit com a candidata proporcional a les eleccions a la Cambra de Consellers d'aquell estiu.
El juliol de 2012 va deixar el Partit Democràtic per unir-se a la recentment creat Primer la vida de les persones. Aquell mateix any va ser un dels membres fundadors del Partit de la Vida Popular, al costat del seu mentor Ichiro Ozawa. El juny de 2016 va anunciar la seva decisió de romandre al partit fins a les eleccions, però no buscar un segon mandat.